# Gibeon
Gibeon — залізний метеорит з відомою масою уламків 26 тон. 1,5 тон зберігається в Метеоритній колекції PAH.